# Staff-Kapitän
Der Staff-Kapitän (selten Staffkapitän, engl. Staff Captain) ist auf Kreuzfahrtschiffen dem Kapitän als dessen erster Stellvertreter unmittelbar nachgeordnet. Da er ebenfalls Inhaber eines Kapitänspatents ist, kann er den Kapitän bei dessen Ausfall, Wahrnehmung repräsentativer Aufgaben und sonstiger Abwesenheit in allen nautischen Aufgaben vertreten. Bei Anwesenheit des Kapitäns unterstützt er diesen bei administrativen Aufgaben. Auf der Schulterklappe seiner Uniform trägt der Staff-Kapitän 3½ goldene Streifen und einen goldenen Stern.